# Tiphodytes gerriphagus
Tiphodytes gerriphagus is een vliesvleugelig insect uit de familie van de Scelionidae. De wetenschappelijke naam van de soort is voor het eerst geldig gepubliceerd in 1900 door Marchal.